# 468 av. J.-C.
Cette page concerne l'année 468 av. J.-C. du calendrier julien proleptique.

## Événements
- Mars-avril : Grandes Dionysies à Athènes. Sophocle, à l'âge de vingt-huit ans, avec sa première tragédie, Triptolème, gagne un concours dramatique où il détrône Eschyle, dont la supériorité n'avait pas été menacée depuis longtemps[1].
- 6 septembre : début à Rome du consulat de T. Quinctius Capitolinus Barbatus II et Q. Servilius (Structus) Priscus[2].
- Antium, capitale des Volsques, est prise par les Romains[2].
- Hostile à Argos, Tirynthe est détruite par les Argiens. Sa voisine Mycènes subit le même sort quelques années plus tard[3].
- Naxos se révolte contre Athènes. Elle est soumise par Cimon et perd son indépendance (468 ou 470 av. J.-C.)[4].
- Les Agrigentins offrent à Empédocle la couronne de la ville après la chute de la tyrannie mais celui-ci refuse[5]. Le régime ploutocratique d’Agrigente (assemblée des Mille) est élargi à la base à l’initiative du philosophe Empédocle.
- Début de la construction du temple de Zeus à Olympie (fin en 456 av. J.-C.)[6]. Il est l'œuvre de l'architecte Eléen Libon. Les  frontons s'ornent de compositions en marbre de Paros qui représentent la première course de chars organisée à Olympie remportée par Pélops.
- Quadrige du sculpteur  éginète Onatas réalisé pour le tyran  Hiéron de Syracuse après sa victoire aux  jeux olympiques[7].

## Décès
- En Chine, le duc de Lu Ai (Ngai), souverain fantoche, qui règne depuis 494 av. J.-C.[8]. Le véritable pouvoir est passé entre les mains de trois familles (Meng, Chou, Ki).
- En Inde, Mahāvīra, 24e Tîrthankara, né en 540 av. J.-C. et fondateur du jaïnisme qui restera indien et minoritaire (dates possibles)[9].